# John Venn
John Venn (4. srpna 1834 Kingston upon Hull, Yorkshire – 4. dubna 1923 Cambridge) byl anglický matematik, logik a filosof – známý především jako tvůrce Vennových diagramů, které se používají v teorii množin, pravděpodobnosti, kombinatorice, statistice, logice a počítačových oborech.

## Život
John Venn studoval na univerzitě v Cambridgi a od roku 1862 zde také přednášel morálku a logiku, kterou také studoval. V roce 1859 byl vysvěcen na kněze a působil jako duchovní anglikánské evangelické církve. Zajímal se o logiku a měl ve své sbírce více než 1200 knih, týkajících se této problematiky. Je znám svými pracemi z oblasti logiky: Logika náhody (1866), Symbolická logika (1881) a The Principles of Empirical Logic (1889). Byl propagátorem symbolické logiky. Jeho zásadní dílo je Vennův diagram.
V roce 1883 byl zvolen členem Královské společnosti. V roce 1897 vydal tři svazky o historii Cambridge a seznam jeho absolventů, který sestavil s pomocí syna Johna Archibalda Venna.
Byl nadšený turista, horolezec, botanik a domluvil se několika jazyky. Měl také manuální nadání, vynalezl a postavil stroj, který nadhazoval kriketové míčky.